# مدغشقر 3: أكثر المطلوبين في أوروبا
مدغشقر 3: أكثر المطلوبين في أوروبا (بالإنجليزية: Madagascar 3: Europe's Most Wanted)‏ هو فيلم رسوم متحركة أُصدر في الولايات المتحدة سنة 2012. الفيلم من بطولة بن ستيلر وكريس روك وديفيد شويمر وجادا بينكيت سميث وساشا بارون كوهين.

## القصة
تتحدث القصة عن خوف الأسد أليكس من إمضاء باقي حياته في أفريقيا فيحاول هو وأصدقائه أن يعثروا على البطاريق ليساعدوهم على العودة إلى نيويورك، فيذهبون للبحث عنهم في أوروبا، ولكنهم يصادفون الجنرالة  دوبو  رئيسة قسم ضبط الحيوانات والتي تحاول صيد الأسد، فانضموا لسيرك متوجه نحو أمريكا

## الأصوات العربية
- محمود غزت - أليكس
- جيهان الناصر - دوبوا
- المياء سليمان - جيا
- رشا عبد الله - جلوريا
- معوض إسماعيل - جوليان
- أحمد سيف - كوالسكي
- طارق إسماعيل - مارتى
- إبراهيم غريب - ماسون
- محمد غائم - موريس
- سيد الرومي - ميلمان
- رامي الجندي - مورت
- أحمد شومان - مجند
- عبد الحميد عبد الحميد - ريكو
- جهاد أبو العنين - كابتن
- علي رشاد - ستيفانو
- رامي الطمباري - فيتالي

بالاشتراك مع:
- الهام عبد ربه
- مصطفى أبراهيم
- أحمد أبراهيم
- أسماء سمير
- رضوان صوان
- محمد عثمان
- عبد الحميد عبد الحميد
- لينا موافي
- أيناس صبري
- عبد العزيز يحيى
- سالي قنديل
- عمرو علوش
- محمد قنديل
- نادين أنور
- الهام عبد ربه

## طاقم العمل

### النسخة العربية
- Dubbing Studio
- في أس أي مصرية ميديا
- الترجمة: أسماء سمير
- كتابة: أخراج الحوار
- إعداد: داليا الصاوي

## الميزانية والإيرادات
بلغت تكلفة إنتاج الفيلم حوالي 145 مليون دولار بينما حقق أرباحا تقدر بـ 742,110,251 دولار.

## وصلات خارجية
- مدغشقر 3: أكثر المطلوبين في أوروبا على موقع IMDb (الإنجليزية)
- مدغشقر 3: أكثر المطلوبين في أوروبا على موقع ميتاكريتيك (الإنجليزية)
- مدغشقر 3: أكثر المطلوبين في أوروبا على موقع روتن توميتوز (الإنجليزية)
- مدغشقر 3: أكثر المطلوبين في أوروبا على موقع نتفليكس (الإنجليزية)
- مدغشقر 3: أكثر المطلوبين في أوروبا على موقع ألو سيني (الفرنسية)
- مدغشقر 3: أكثر المطلوبين في أوروبا على موقع أول موفي (الإنجليزية)
- مدغشقر 3: أكثر المطلوبين في أوروبا على موقع بوكس أوفيس موجو (الإنجليزية)
- مدغشقر 3: أكثر المطلوبين في أوروبا على موقع فيلمافينيتي (الإسبانية)
- مدغشقر 3: أكثر المطلوبين في أوروبا على موقع قاعدة بيانات الأفلام السويدية (السويدية)
- مدغشقر 3: أكثر المطلوبين في أوروبا على موقع قاعدة بيانات الفيلم (الإنجليزية)

1. ↑  "معلومات عن مدغشقر 3: أكثر المطلوبين في أوروبا على موقع kinenote.com". kinenote.com. مؤرشف من الأصل في 2014-08-06.
2. ↑  "معلومات عن مدغشقر 3: أكثر المطلوبين في أوروبا على موقع metacritic.com". metacritic.com. مؤرشف من الأصل في 2019-01-06.
3. ↑  "معلومات عن مدغشقر 3: أكثر المطلوبين في أوروبا على موقع imdb.com". imdb.com. مؤرشف من الأصل في 2019-09-08.